# Duomo di Limburgo
Il duomo di San Giorgio e San Nicola, o Duomo di Limburg (in tedesco: Limburger Dom), è la cattedrale, cattolica di Limburg an der Lahn, in Germania.
Rappresenta un notevole esempio di architettura di transizione dal tardo-romanico al gotico.

## Storia e descrizione

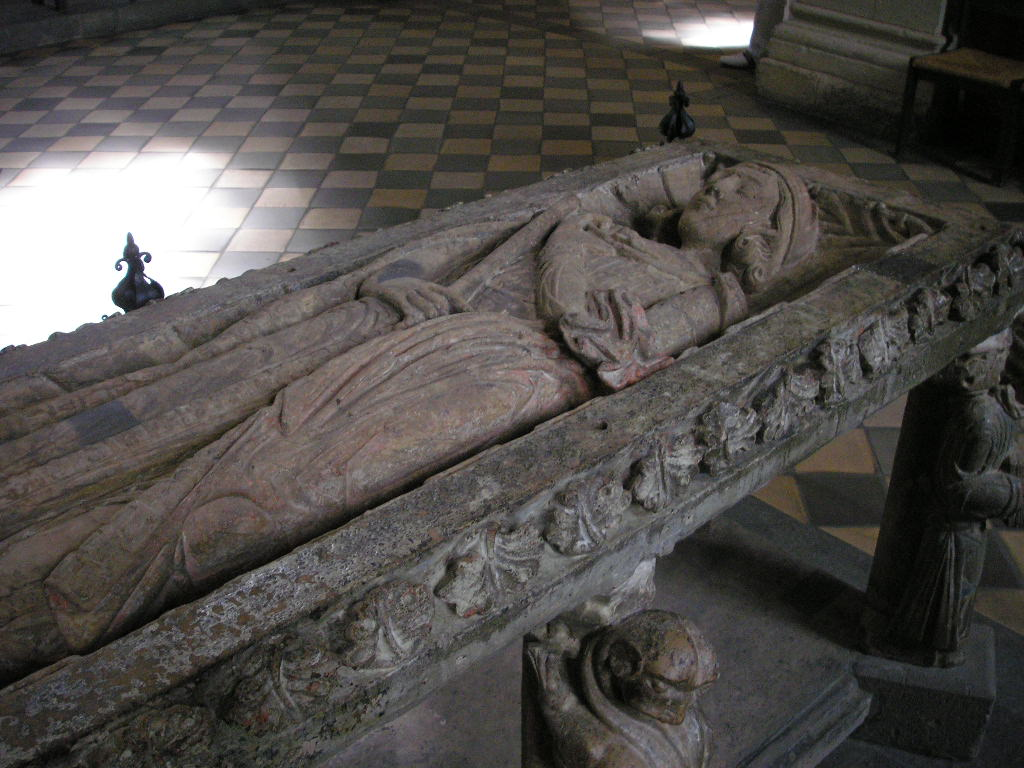
Monumento funebre di Corrado Kurzbold.

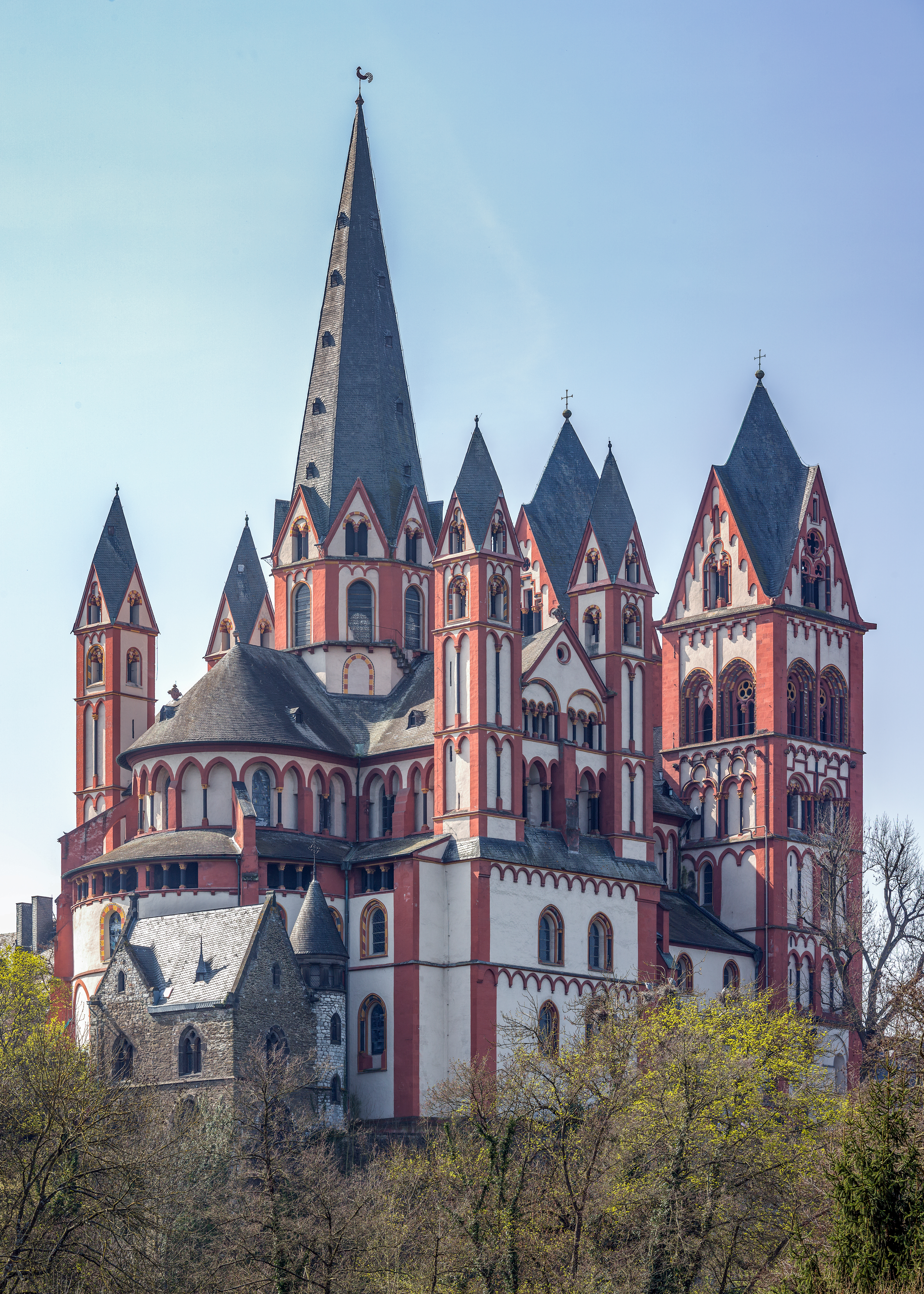
Veduta dell'abside.

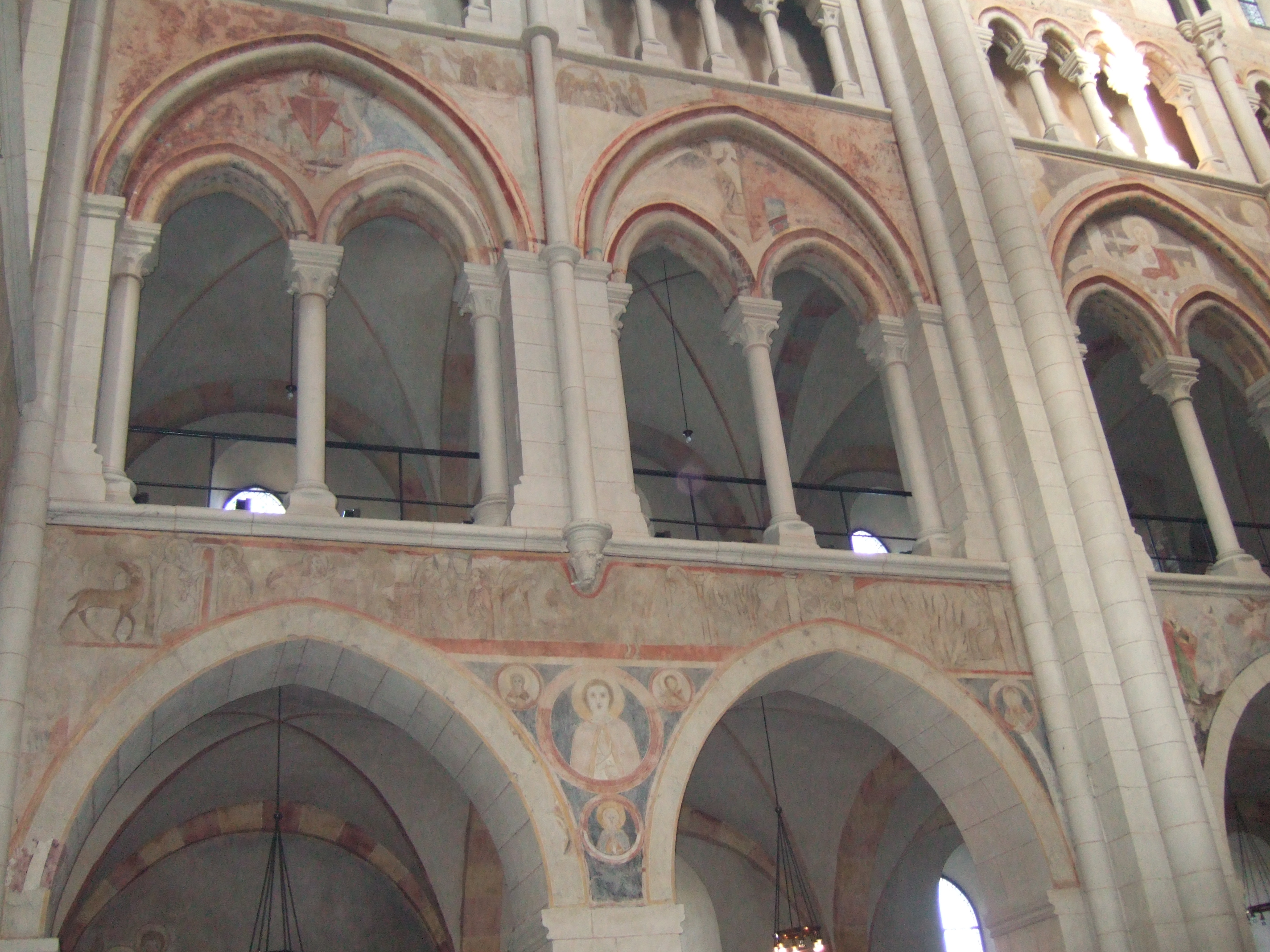
Particolare della navata.

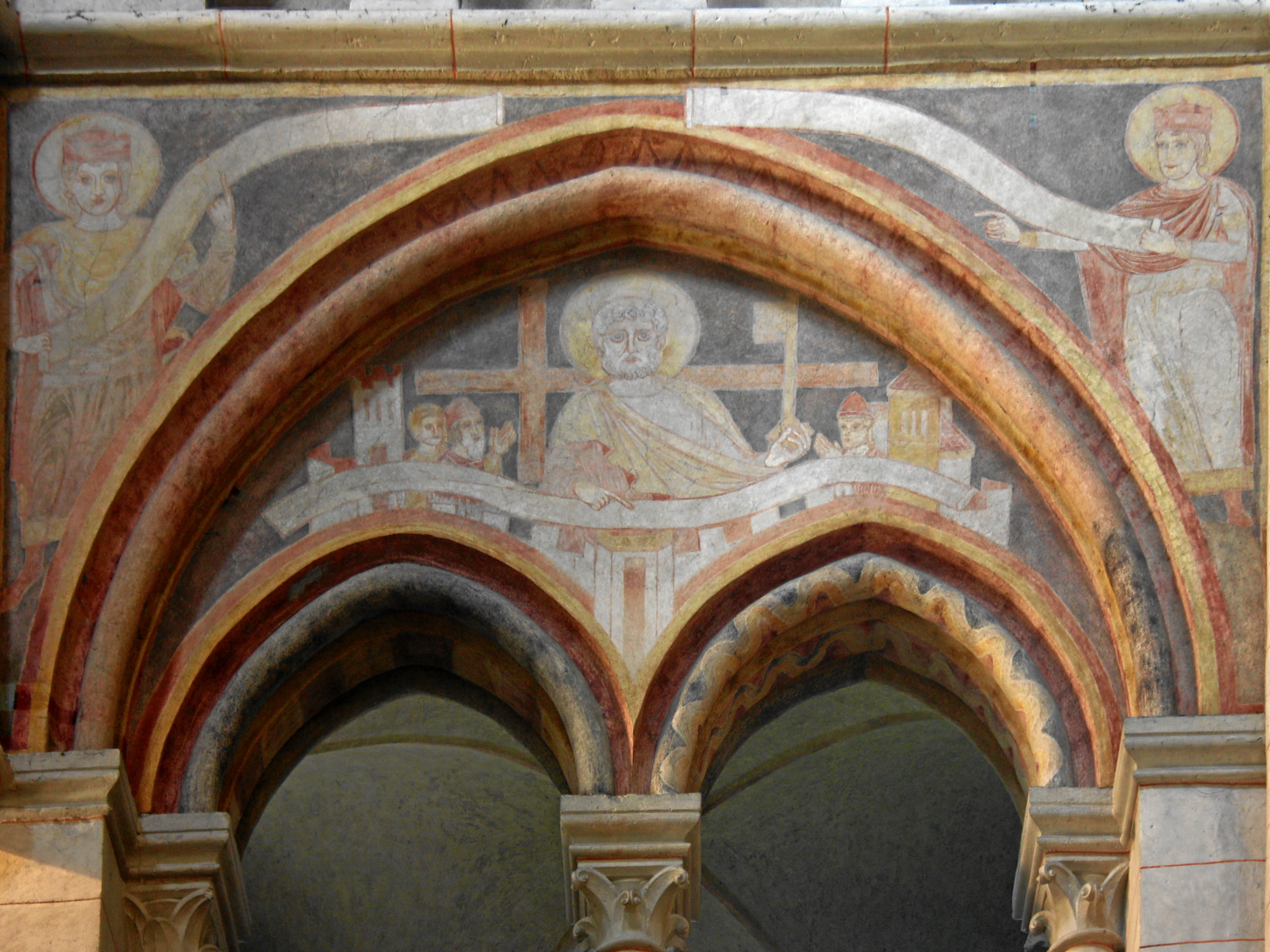
Gli affreschi tardo-romanici.

Il 10 febbraio 910 Ludovico IV il Fanciullo emise un atto di donazione per la creazione di una canonica nelle terre date all'allora Gaugraf di Niederlahngaus, Corrado Kurzbold (885-948). La costruzione di una chiesa collegiata, dedicata a San Giorgio, iniziò l'anno seguente e venne terminata nel 1058. La data della posa della prima pietra dell'attuale edificio è sconosciuta. Tuttavia, studi recenti rinviano al 1180-1190 e la consacrazione avvenne nel 1235 dall'arcivescovo di Treviri Teodorico di Wied dedicando la chiesa ai Santi Giorgio e Nicola.
Il duomo fu costruito in quattro fasi nel giro di una trentina d'anni. La prima fase vide erigere la facciata a torri, le navate sud, il coro e il transetto fino ai matronei. La seconda fase eresse i pilastri interni del piedicroce secondo il sistema obbligato. Nella terza fase di costruzione venne costruita la galleria della navata meridionale. La quarta fase si completò con la realizzazione del lato nord del piedicroce, il transetto e il coro, dove si vede più chiaramente l'influenza gotica. Modello d'ispirazione per la cattedrale di Limburgo è considerato la Chiesa dell'Assunta a Andernach, anche se per la terza e la quarta fase di costruzione, si guardò molto alla cattedrale di Reims.
Nel 1802, durante la secolarizzazione, anche questo monastero venne abrogato dal principe di Nassau-Usingen. Il sequestro e la cancellazione dei monasteri si sono svolti in previsione della Reichsdeputationshauptschluss che li conferì come risarcimento alla Casa di Nassau in compensazione della perdita della sponda sinistra della contea di Saarbrücken.
Dopo la secolarizzazione la collegiata venne utilizzata come chiesa parrocchiale; ma il 16 agosto nel 1821, sotto l'impulso del Ducato di Nassau, venne creata la diocesi di Limburgo con la bolla Provida solersque di papa Pio VII, ricavandone il territorio dalla diocesi di Treviri. Ciò fuse il territorio del Ducato e quello della Città Libera di Francoforte, e la sede. Sede vescovile era Limburgo, dove la collegiata di San Giorgio venne elevata al rango di cattedrale.

## Descrizione

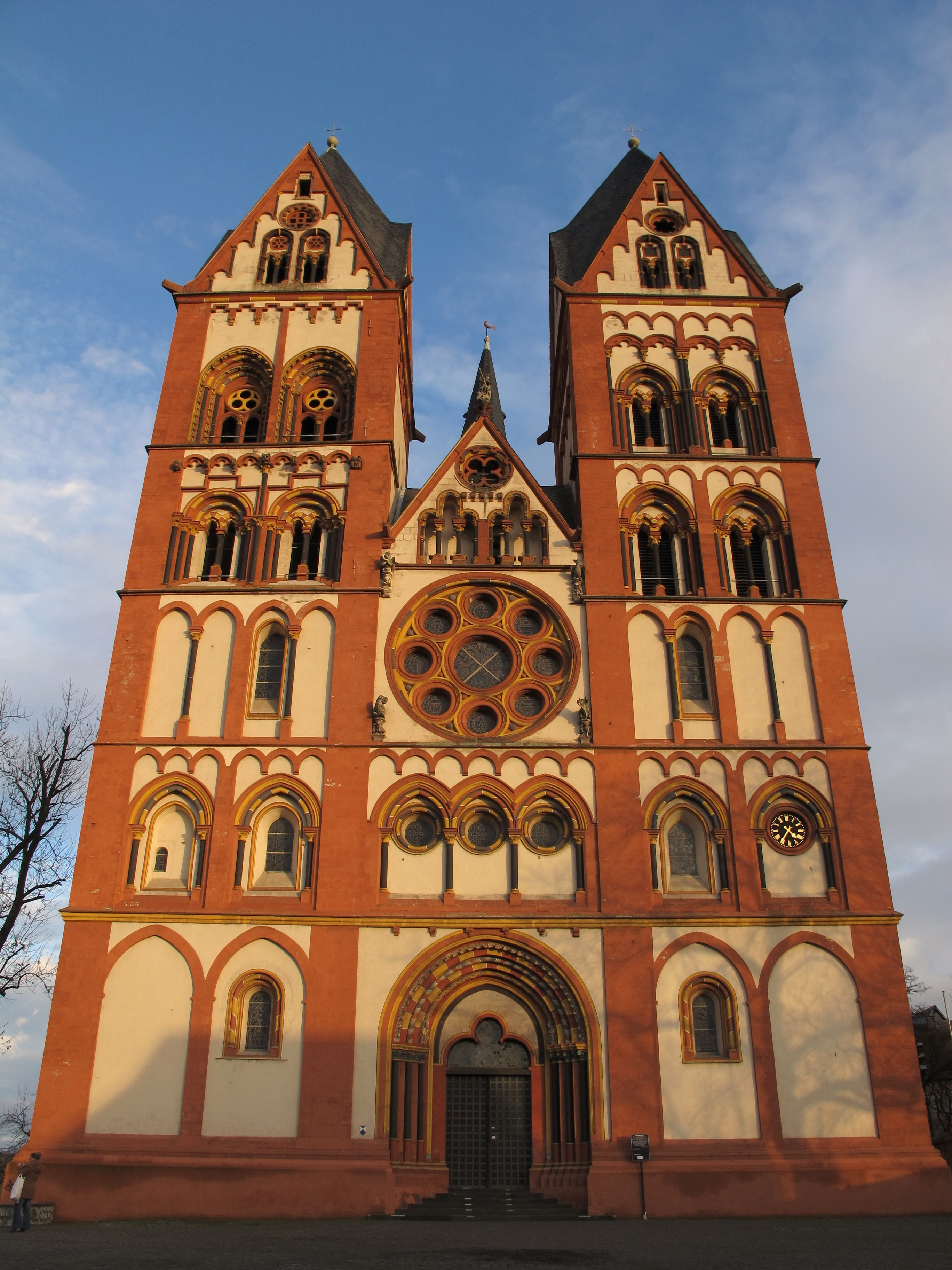
La facciata.

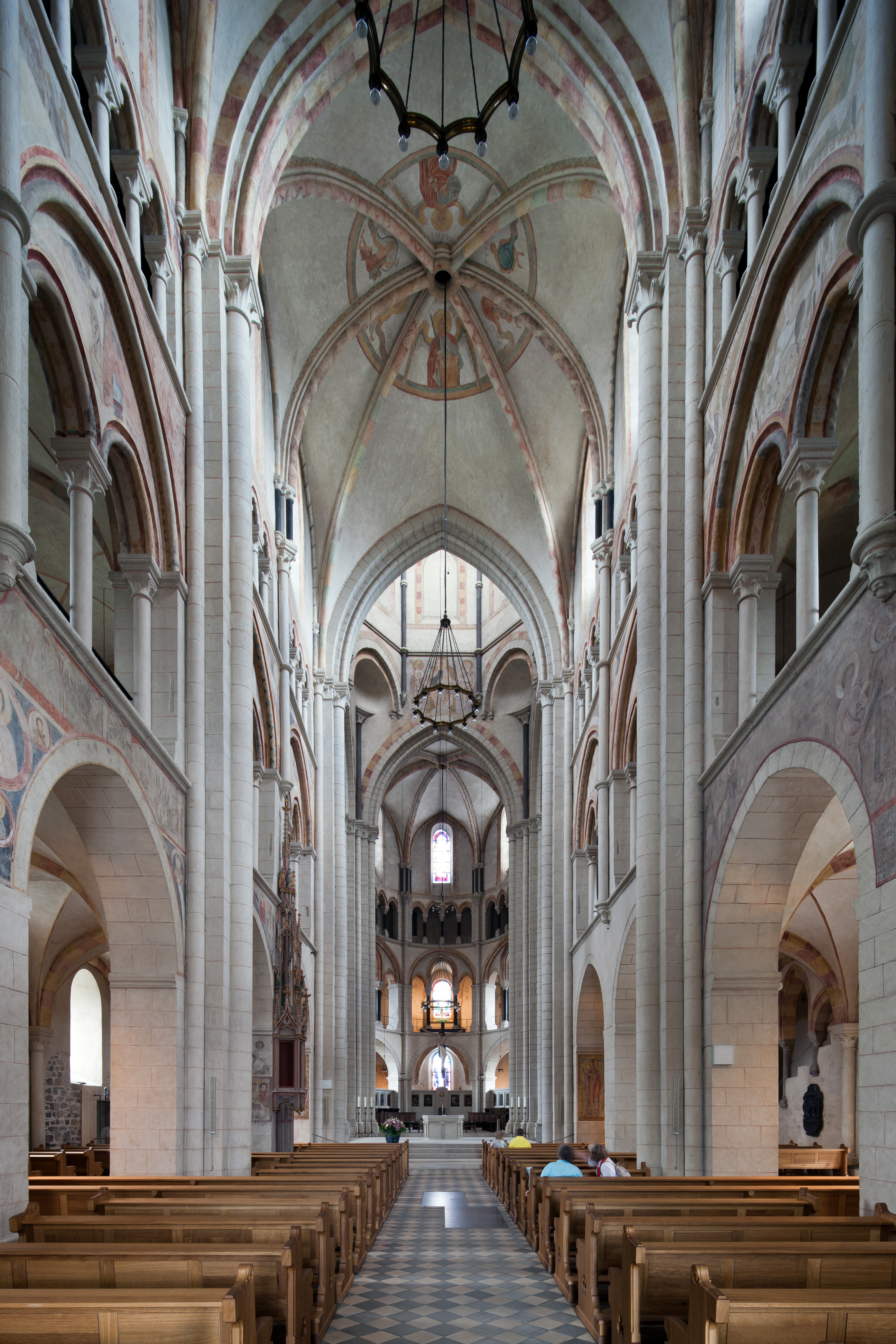
L'interno.

La Cattedrale è un edificio di dimensioni contenute ma che combina notevolmente elementi tardo-romanici e gotici precoci conservando una buona unità di stile. Sorge in cima alla collinetta dominante il fiume da dove svetta con le sue sette torri (Sette è il numero dei sacramenti). Presenta una facciata rinserrata da due torri gemelle, transetto, coro semicircolare e una torre nolare ottagonale con guglia sulla crociera. Quest'ultima venne ricostruita nel 1774 dopo esser stata colpita da un fulmine. Le torri angolari del transetto meridionale sono state aggiunte nel 1863.
La facciata è divisa in cinque livelli; al centro si apre il rosone, circondato da otto più piccoli. Belle le decorazioni scultoree con residui della pittura originale.
L'interno, preceduto da un arcone reggente la tribuna d'organo, si presenta con pianta a croce latina, diviso in tre navate e in quattro livelli. Gli archi sorreggono i matronei a bifore binate, sormontati dalla galleria del triforio e ancora dalle finestre del cleristorio. Nella crociera si eleva il tiburio cupolato. 
Tutte le superfici della complessa architettura sono rivestite da affreschi tardo-romanici, riscoperti durante i restauri del 1972-85. Nelle navate e sulle volte sono raffigurati Santi e Allegorie, nel tiburio Cristo in Maestà fra i Santi Giorgio e Nicola.

### Opere d'arte

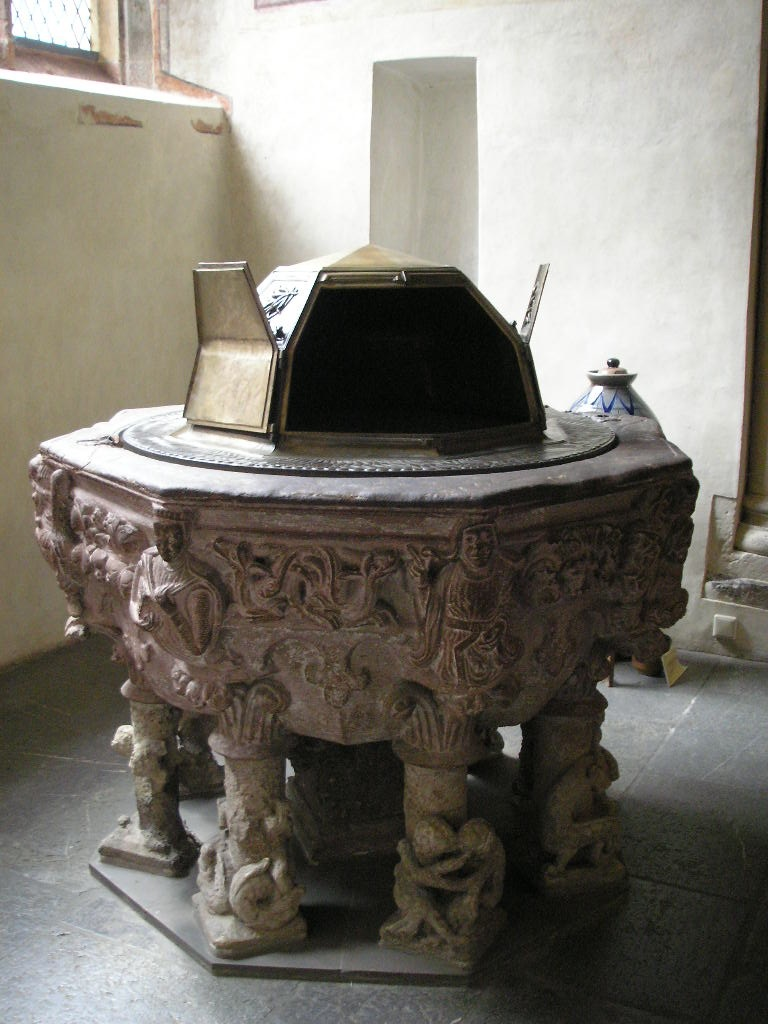
Il Fonte battesimale.

- Fonte battesimale a rilievi, XII-XIII secolo
- Tomba di Konrad Kurzbold, fondatore della chiesa, XII-XIII secolo
- Chiusura in pietra del coro, XII-XIII secolo
- Ciborio della navata centrale, 1496

## Dimensioni
| Lunghezza : 54,5 m                       |
| Larghezza : 35,4 m                       |
| Altezza delle torri della facciata: 37 m |
| Altezza della Torre nolare: 66 m         |